# Stroomuitval in Europa in 2006
Op 4 november 2006 trad rond 22:10 uur een grote stroomuitval in Europa op. Delen van Duitsland, Nederland, België, Frankrijk, Spanje, Oostenrijk en Italië zaten tot 120 minuten zonder stroom en de gevolgen waren merkbaar tot in Marokko.

## Oorzaak

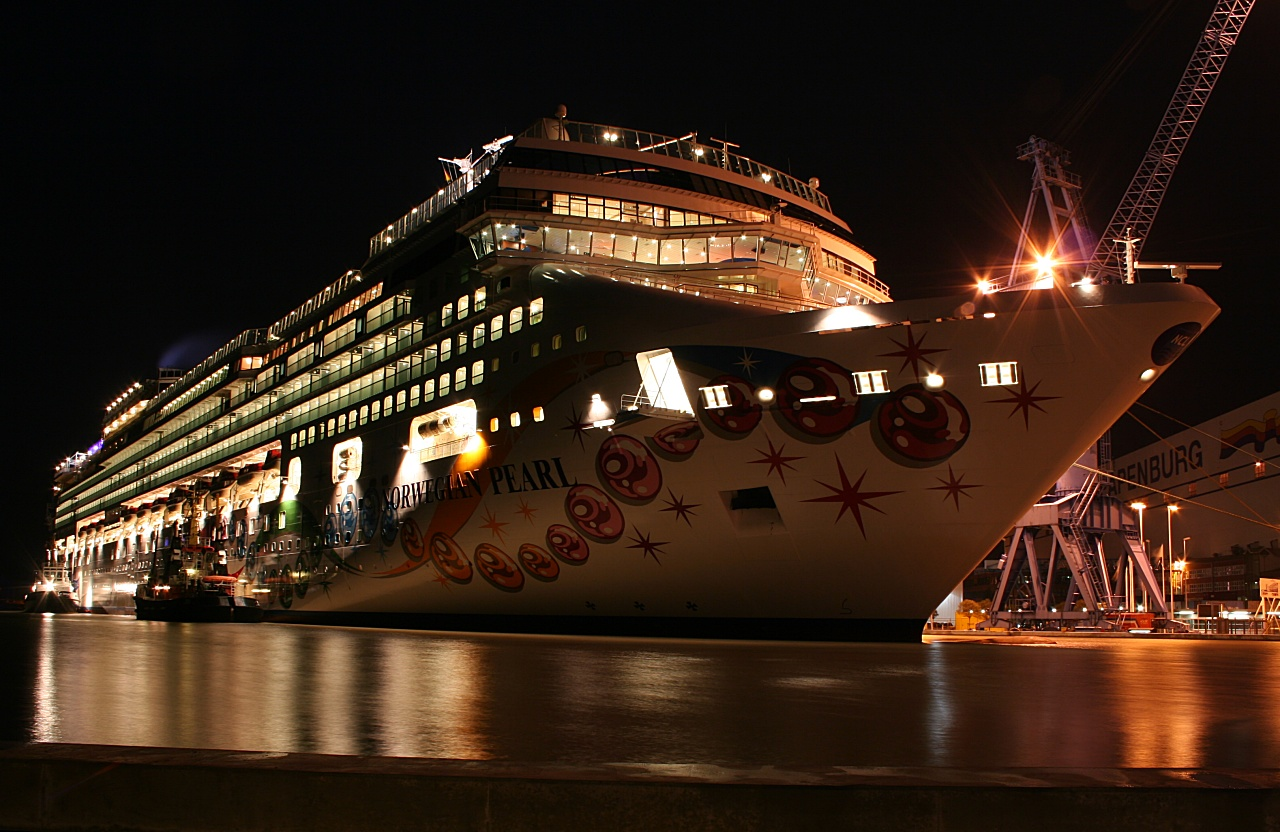
De Norwegian Pearl

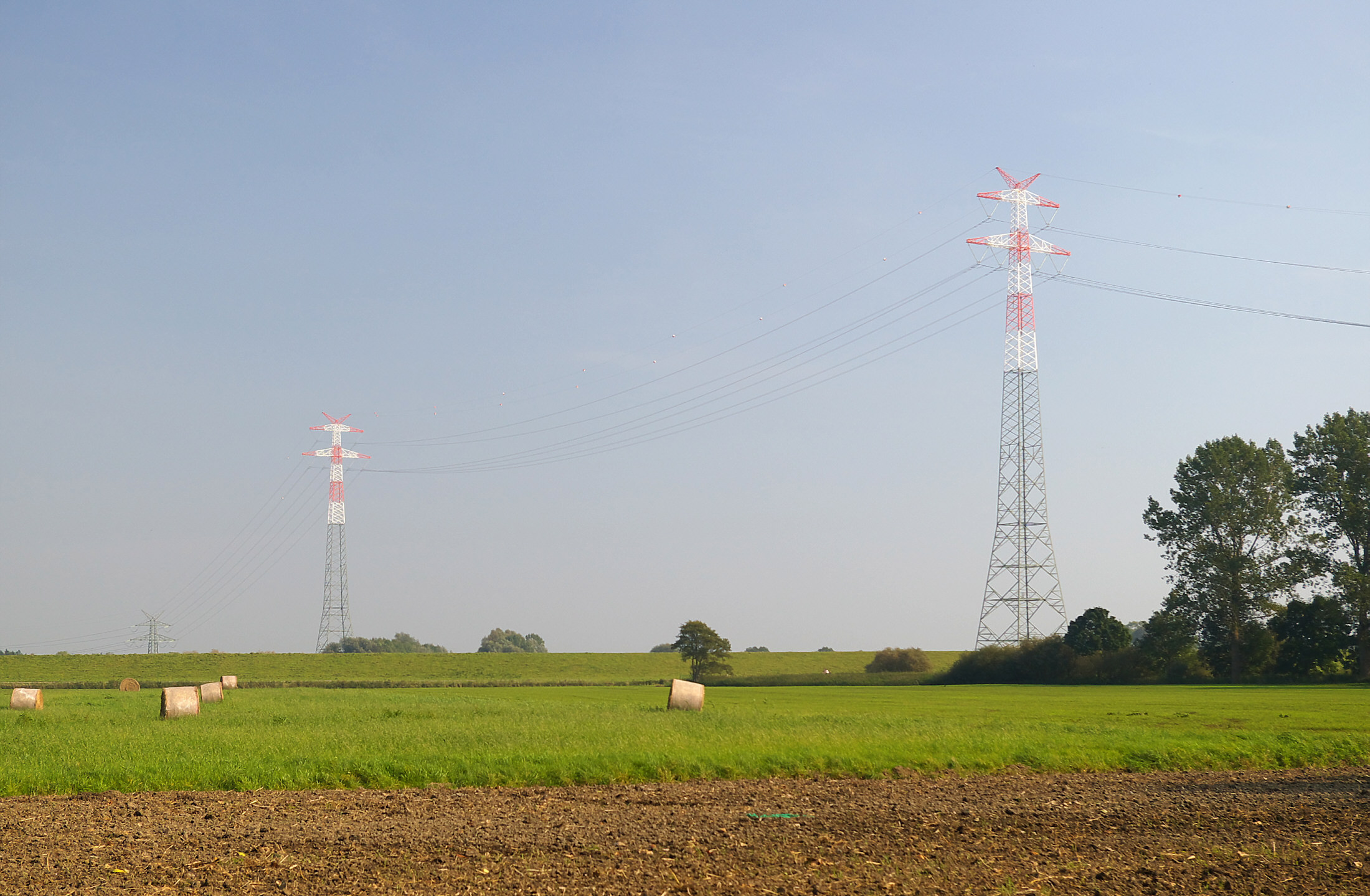
Kruising van 380 kV-leidingen over de Eems

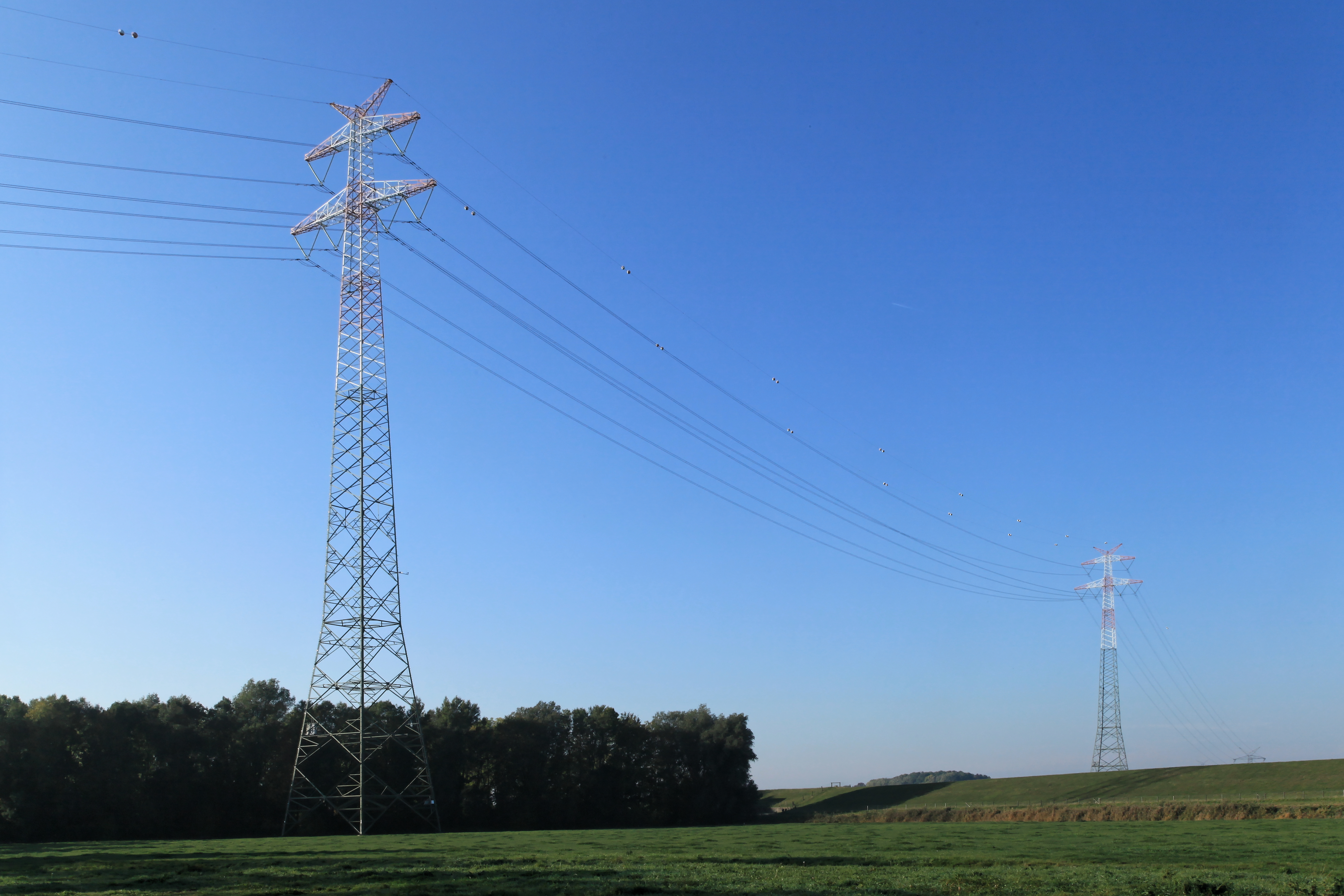
Dezelfde leidingen nadat in 2007 de masten van 84 tot 110 m zijn verhoogd

De oorzaak was het gecontroleerd uitschakelen van twee 380 kilovolt-hoogspanningsleidingen van E.ON (nu inmiddels TenneT TSO) over de rivier de Eems bij Weener in Nedersaksen, Duitsland, op de avond van 4 november 2006. Die leidingen lagen 84 meter boven het rivierniveau. Dit gebeurde vanwege de Norwegian Pearl, een cruiseschip dat na de bouw door Meyer Werft in Papenburg bij hoogtij over de Eems naar de Noordzee gesleept werd. Het schip kon niet veilig onder de 84 m hoge leidingen door geleid worden, daarom moest de stroom eraf. Door het stilleggen werd een elektrisch vermogen van bijna 10 gigawatt (GW) van Noord-Europa naar West- en Zuid-Europa omgeleid.
Volgens het onderzoeksbericht van de UCTE was deze uitschakeling slecht gepland en gekenmerkt door wijzigingen op korte termijn. Voor het oorspronkelijke schema van de uitschakeling was een aanzienlijke vermindering van het gevraagde vermogen voorzien. Vanwege juridische afspraken kon deze vermindering niet meer aan het geactualiseerde schema aangepast worden. Bovendien had het uitschakelen van de leiding de voorkeur, zonder de andere betrokken netbeheerders Vattenfall (nu 50hertz Transmission) en RWE (nu Amprion) op tijd te informeren, zodat die geen kans meer hadden om hun energieproductie- en netcapaciteiten op het nieuwe tijdstip aan de veranderde eisen aan te passen. Het E.ON-net ging na de voorziene uitschakeling van de beide 380kV-leidingen van normaalbedrijf (volgens het (N-1)-criterium) over in een gevaarlijkere maar nog wel veilige bedrijfstoestand.
Een verergerende omstandigheid was dat de netbeheerders hun gegevens over de maximale capaciteiten van hun leidingen niet goed hadden geactualiseerd en uitgewisseld. Daardoor ontstond een onnauwkeurig beeld van de werkelijke situatie, ondanks de doorlopend doorgevoerde belastingsberekeningen. Zo waren de grenswaarden van de 380kV-transportleiding tussen de onderstations Landesbergen en Wehrendorf, die een aanzienlijk deel van het doorgegeven vermogen zouden overnemen, verschillend bijgesteld, waarbij E.ON TSO zich niet bewust was van de afwijkende parameters van RWE's zijde.
Na de geplande uitschakeling van de tweede Ems-hoogspanningsleiding om 21:39 steeg het doorgegeven vermogen van de leiding Landesbergen-Wehrendorf zoals voorzien van ongeveer 600 tot 1300 megavoltampère (MVA). Tot aan 22:05 zou het met de hulp van de Deense regelzone nog mogelijk zijn geweest om het net uit deze gevaarlijke toestand terug in veiligheid te brengen, maar deze mogelijkheid werd niet in overweging genomen en was wettelijk ook niet toegestaan, in de eerste plaats omdat voor het veiligstellen van het net ook veranderingen in de topologie in het eigen net doorgevoerd moeten worden. Tussen 22:05 en 22:07 trad een verdere stijging van 100 MW in de leiding Landesbergen-Wehrendorf op, wat leidde tot een waarschuwing van RWE en om 22:08 tot een dringende opheldering met de netleiding van E.ON TSO, om het veilige bedrijf weer te herstellen. Het personeel van E.ON TSO voerde real-time een belastingsberekening door voor het veranderen van de nettopologie, maar zonder toetsing aan het (N-1)-criterium, waaruit bleek dat het samenvoegen van twee busbars in het onderstation Landesbergen de stroom door de leiding Landesbergen-Wehrendorf met 80 ampère (A) zou verminderen.

## Gevolgen

Opsplitsing van het UCTE-net in drie deelregio's om 22:10:40

De om 22:10:11 uitgevoerde omschakeling door het samenvoegen van de busbars zonder verdere afspraken of overleg met de netleiding van RWE eindigde in een ramp: in plaats van zoals voorzien de vermogensoverdracht te verminderen, steeg de stroomsterkte door de leiding Landesbergen-Wehrendorf met 67 A, wat twee seconden later een automatische nooduitschakeling van de lijn in het onderstation Wehrendorf veroorzaakte. Aangezien op dat moment het (N-1)-criterium voor de regio niet meer vervuld was, leidde het uitschakelen van de leiding Landesbergen-Wehrendorf tot een kettingreactie: de belasting verdeelde zich ongecontroleerd over andere leidingen in de omgeving, wat weer leidde tot verdere automatische nooduitschakelingen vanwege overbelasting en verlies van synchroniciteit.
Aan het einde van de kettingreactie raakte om 22:10:28,7 het UCTE-verbindingsnet opgedeeld in een westelijk, noordoostelijk en zuidoostelijk deel, zonder dat het tot schade in de infrastructuur (zoals transformatoren en leidingen) kwam. Noord- en Oost-Europa genereerden nu rond de 10000 MW te veel vermogen, dat in West- en Zuid-Europa ontbrak. Als gevolg steeg de netfrequentie (normaal 50 hertz (Hz) in het noorden en oosten van Europa snel, terwijl die in het westen en zuiden snel daalde. Terwijl het in Noord- en Oost-Europa nog lukte de vermogensbalans op tijd te herstellen, vooral door krachtcentrales van het net los te koppelen, kon het vermogensgebrek in West- en Zuid-Europa niet snel genoeg gecompenseerd worden. Doordat verbruikers automatisch van het net afgekoppeld werden, betekende dit een onmiddellijke stroomuitval voor de betreffende gebieden. Om 22:10:40 kon de netfrequentie in de westelijke regio enigszins hersteld worden. Daarna werd geprobeerd de elektriciteitsnetten weer te synchroniseren en terug aan elkaar te verbinden. Na meerdere vruchteloze pogingen lukte dit uiteindelijk in heel Europa.

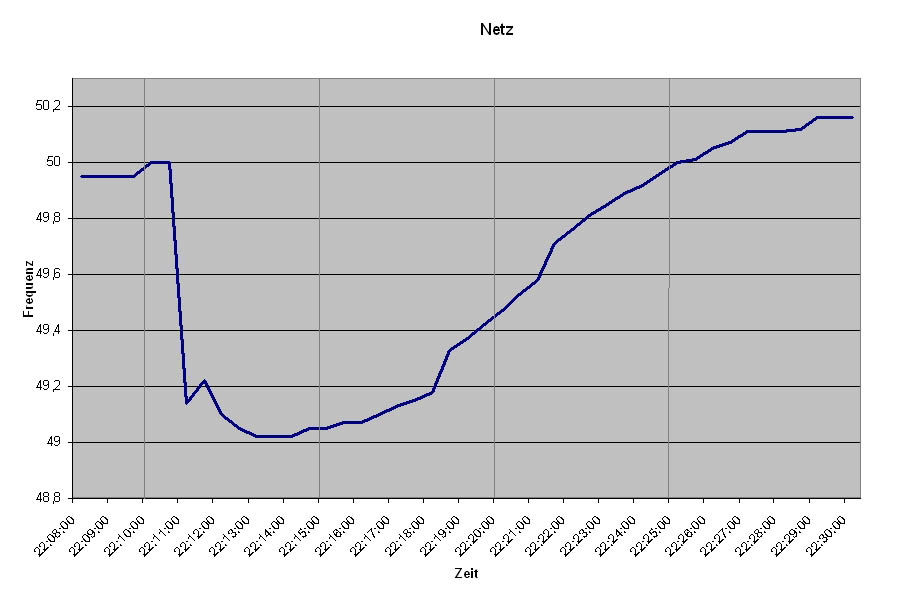
Netfrequentie in West- en Zuid-Europa

Tientallen miljoenen huishoudens werden door de stroomuitval getroffen. Ook het spoorwegverkeer werd massaal ontregeld. In Oostenrijk kwam het in de naloop van de storing tot een scheiding van het verbindingsnet tussen West- en Oost-Oostenrijk: Terwijl in het oosten te veel vermogen beschikbaar was, met een aanzienlijke stijging van de netfrequentie en met het gevolg dat krachtcentrales kortstondig van het net genomen moesten worden, was in het westen een gebrek aan vermogen. Een korte tijd werden in West-Oostenrijk grootverbruikers ontkoppeld en extra krachtcentrales in gebruik genomen ter ondersteuning van de elektriciteitsvoorziening. In Oostenrijk werd de stroom slechts enkele seconden uitgeschakeld en in andere gebieden tot enkele minuten. Pas na meer dan een uur konden de beide nethelften in Oostenrijk weer gesynchroniseerd en samengevoegd worden.

## Verloop
Het verloop van de stroomstoring in 2006:
- 18 september: De Meyer Werft te Papenburg verzoekt E.ON om de leiding tussen Conneforde en Diele op 5 november 2006 van 1:00 tot 5:00 uit te schakelen.
- 17 oktober: E.ON verleent de voorlopige vergunning en informeert TenneT en RWE.
- 3 november:
  - Meyer Werft verzoekt E.ON om de uitschakeling te vervroegen tot 4 november om 22:00.
  - 18:00: E.ON geeft routinematig het dagelijkse informatiedocument (DACF) door aan TenneT en RWE. Het bevat geen indicatie voor de veranderde planning.
- 4 november:
  - 18:00-19:00: E.ON informeert TenneT en RWE over de aangepaste planning.
  - 21:30: RWE en TenneT komen overeen over het uitschakelen van de leiding.
  - 21:38: De eerste leiding wordt uitgeschakeld.
  - 21:39: De tweede leiding wordt uitgeschakeld.
  - 21:39: E.ON ontvangt de eerste waarschuwingsmeldingen over mogelijke overbelasting van leidingen.
  - 21:42: E.ON verleent een bindende vrijgave aan Meyer Werft.
  - 22:00: De dagelijkse vergadering en uitwisseling van handelsafspraken om 22:00 bespreekt de belasting van het netwerk om ongeveer 22:05.
  - 22:07: Overschrijding van de door RWE gestelde veiligheidsgrenswaarde voor de leiding tussen Landesbergen en Wehrendorf.
  - 22:10:11: E.ON legt een koppeling in het onderstation Landesbergen. Het doel is een vermindering van de belasting op de kritische leiding. Het tegendeel treedt in, de belasting neemt verder toe.
  - 22:10:13: De leiding Landesbergen-Wehrendorf wordt uitgeschakeld.
  - 22:10:15: Verschillende andere leidingen raken overbelast en worden eveneens uitgeschakeld. Het UCTE-verbindingsnet raakt als gevolg in drie gebieden gescheiden.